# Northern Straits Salish

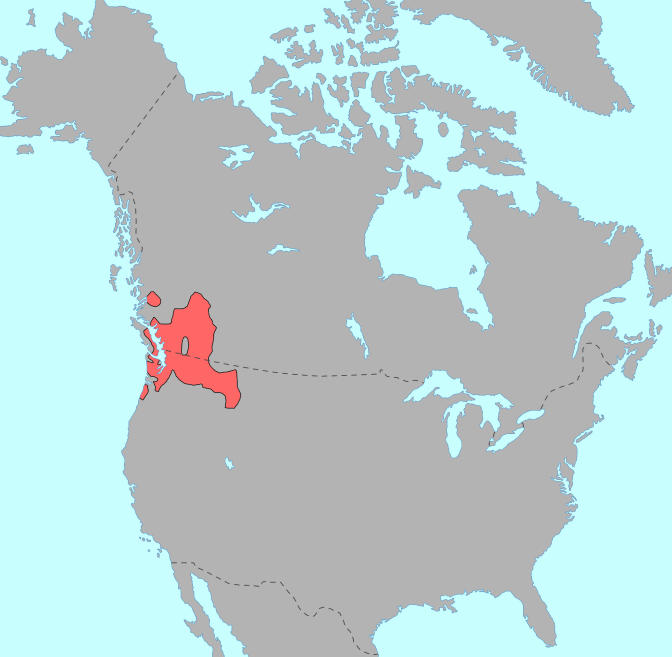
Einstige Verbreitung der Salish-Sprachen in Nordamerika

Northern Straits Salish, auch Straits Salish oder Straits, ist eine Sprache mehrerer kulturell zu den Küsten-Salish der Nordwestküstenkultur des Pazifiks zählender Indianerstämme, die beiderseits der Strait of Georgia, im Süden von Vancouver Island, auf den Inseln, an der Westküste Kanadas und im westlichen US-Bundesstaat Washington leben.
Ihre Sprache ist – neben Lushootseed und Halkomelem – eine der größten Dialektgruppen innerhalb des Zentralen Küsten-Salish (Central Coast Salish) aus der Salish-Sprachfamilie. Die Sprache umfasst mehrere Dialekte, deren Sprecher sich jedoch gegenseitig verstehen können. Jeder dieser Dialekte wurde traditionell als eigenständige Sprache angesehen und man kennt keinen Begriff, der in allen Dialekten gleich ist.
Zunächst wurde das Nəxʷsƛ̕áy̓emúcən (Klallam) der Klallam (S'Klallam) als weiterer Dialekt betrachtet, doch auf Grund zu starker Unterschiede und da dieses und Northern Straits Salish untereinander nicht gegenseitig verständlich ist, gilt Nəxʷsƛ̕áy̓emúcən (Klallam) seitdem als zwar eng verwandte, jedoch separate Sprache, die manchmal auch als Southern Straits Salish bezeichnet wird.
Northern Straits Salish und Southern Straits Salish bilden zusammen das Straits Salish Idiom des Zentral-Küsten-Salish (Central Coast Salish).
Die Sprache wird nur noch von einigen älteren Stammesangehörigen gesprochen, wobei die Dialekte der Ts'ooke, Semiahmoo und Songish als ausgestorben gelten. Umgangssprachliches Northern Straits Salish wird in Nespelem im US-Bundesstaat Washington gelehrt, doch der Dialekt ist unbekannt.
Der amerikanische Sprachwissenschaftler Tim Montler untersuchte den Sencoten genannten Saanich-Dialekt und schrieb eine Dissertation, die dessen Phonologie und Morphologie einschließlich einer Wörterliste enthält.

## Northern Straits Salish sprechende Gruppen
Folgende Gruppen sprachen (sprechen) nach linguistischen Gesichtspunkten einen Dialekt des Northern Straits Salish, wobei die einzelnen Stämme/Gruppen jeweils ihren Dialekt als zwar verwandte jedoch eigene Sprache ansehen; unten aufgeführt sind die einzelnen Gruppen, jeweils mit Nennung ihrer Dialektvariante:
- Lummi (Xwlemi oder Lhaq'temish) (Xwlemiʼchosen / xʷləmiʔčósən oder Lummi-Dialekt)
- Saanich (W̱SÁNEĆ) (SENĆOŦEN / Sənčaθən / sénəčqən oder Saanich-Dialekt)
- Samish (sʔémǝš) (Siʔneməš oder Samish-Dialekt)
- Semiahmoo (Tah-tu-lo oder Semiahmoo-Dialekt)
- T'sou-ke (Sooke) (Tʼsou-ke, c̓awk oder Sooke-Dialekt)
- Songhees (Lekwungen/Lekungen (Lək̓ʷəŋín̓əŋ / Lekwungen oder Songhees / Songish-Dialekt)
- Esquimalt (Ess-whoy-malth)) (Lək̓ʷəŋín̓əŋ / Lekwungen oder Songhees / Songish-Dialekt)
- Malahat (Málexeł) (Malchosen / Malahat[4] oder (selten auch) Samish-Dialekt, sprechen ursprünglich den Hulquminum (Hul’q’umi’num’)-Dialekt des Halkomelem)